# Сын белой лошади
«Сын белой лошади» (венг. Fehérlófia) — венгерский мультфильм. Название фильма на венгерском состоит из одного слова, при этом русское — дословный перевод оригинального названия.
Фильм основан на венгерской народной сказке в стихотворном изложении Ласло Араня, но посвящён, как следует из эпиграфа в начале, «истории и мифологии скифов, гуннов, авар и других степных народов». Научным консультантом был доктор Михай Хоппал, специалист по шаманству.
По композиции это типовая волшебная сказка по Проппу, с включением всех её элементов. Поэтому все персонажи нарисованы дуалистично: главный герой — богатырь Валидуб, но он же Солнце. Драконы не просто ящеры, но олицетворение аспектов первичного зла.
Фильм выполнен в «психоделическом» стиле, содержит откровенные моменты, и его просмотр может быть сложным для неподготовленного зрителя. Многообразие причудливых красочных образов, фонов и эффектов гармонично сочетается с завораживающей электронной музыкой композитора Иштвана Вайды.

## Сюжет
Белая лошадь бежит из Царства Зла, чтобы родить третьего, последнего жеребёнка в дупле Мирового Дерева. Затем она рассказывает ему предысторию. Когда-то в ветвях этого дерева существовало светлое королевство, но из-за любопытства жён трёх братьев-принцев были выпущены на волю три дракона и всё погрузилось во тьму. Все погибли или потеряли свою сущность, а королева превратилась в Белую Лошадь. Двое её детей исчезли во времени и пространстве, но третьего она сберегла и семь лет поила своим молоком.
Жеребёнок превратился в мальчика, и захотел побороть драконов, но ему надо было попробовать пошатнуть Дерево. Когда ему не хватило сил, Лошадь поила его молоком ещё семь лет, пока не умерла от голода и бессилия.
Валидуб вырос, окреп и нашёл братьев, хотя те были слабее его. Вместе они стали искать путь вниз. По дороге им встретился вредный карлик с длинной бородой, одолеть которого не смог ни один из братьев, кроме Валидуба. Победив карлика, богатырь получил меч и путь вниз. Братья остались наверху.
В подземном царстве он встретился с тремя драконами: Трёхголовым, Семиголовым и Двенадцатиголовым. Если первый из них был живым каменным истуканом, то второй состоял из разнообразного оружия, а третий был в форме безжалостного компьютерного интеллекта и помечен божественным нимбом. Каждый из драконов захватил одну из принцесс: Медноволосую, Сереброволосую и Златовласку. После победы принцессы свернули замки в яблоки и отправились в верхний мир, но братья обрубили канат, не дав вернуться самому Валидубу.
Для подъёма он попросил помощи у птицы-грифона, которой помог, убив змею, поедающую её птенцов. Но пищи не хватило, и герой вынужден был отдать ей свою ногу. Уже после подъёма птица отрыгнула ногу Валидуба обратно, и та вновь приросла. Неузнанный, он пришёл на свадебный пир, Златовласка узнала его. Он простил братьев и всё вернулось на круги своя. Даже умершие персонажи ожили, поскольку они — божественная основа всего сущего.

## Производство фильма
Производство фильма началось в 1979 году и продолжалось до 1981 года. Это второй полнометражный фильм Марцеля Яковича.
Перед созданием фильма режиссёр провел годы, изучая Евразийскую мифологию, народную символику и астрономию. Его первоначальная идея состояла в объединении многочисленных народных сказок в одном нарративе, сосредотачиваясь на круговороте пространства и времени, цикле дней, времен года и повторении истории. Рабочее название фильма было «A tetejetlen fa» (англ. "The Tree Without a Top"), что переводится как «Дерево без верхушки», что служит еще одним названием для Мирового Дерева. Венгерская киностудия «Паннония» первоначально отказала в идее директора, потому что та шла вразрез с учением марксизма, который утверждает, что история прямолинейна. В качестве компромисса Янкович представил для адаптации три народные сказки, из которых «Сын белой лошади» была единственной сказкой, принятой боссом студии.
Существует примерно 50 разных версий этой истории: Янкович выбирал разные куски из этих версий и часто переписывал смысл сцен, чтобы не потерять свою оригинальную идею. Он соединил басню с древними евразийскими мифами о сотворении мира и подробно остановился на предыстории титульной Белой Лошади и драконов.
На раннем этапе создания фильма менее способная команда аниматоров, работающая над фильмом, устроила протест из-за проблем с рисованием персонажей в стиле без линий, что в результате вынудило студию повысить им зарплату. Сам Янкович и другие высокопоставленные создатели мультфильмов помогали с анимацией этого фильма. Материалы для создания фильма были довольно низкого качества, что приводило к полной переделке сцен. Команда аниматоров стала производить свои собственные краски после того, как их официальный поставщик прислал им непригодные материалы, в итоге используя 600 различных цветов.
Режиссёр также хотел выразить тему антисовременности в фильме, отсюда и изображения драконов как разных стадий технологического процесса: Каменный дракон — каменный пещерный человек, Металлический дракон, похожий на танк с пушками, и Дракон, похожий на современные небоскребы. Но эта критика современной жизни была отвергнута коммунистической цензурой Венгрии, что привело к переработке последнего дракона в более компьютеризированную версию. Фильм также предостерегает о загрязнении окружающей среды, тонко намекая об этом в титрах, где главный персонаж идет на фоне силуэта загрязненного города.
Фильм был воспринят довольно положительно, но некоторые утверждали, что фильм является слишком экспериментальным, чтобы понравиться большинству, откровенен с присутствующими в нем сексуальными образами для детей, и слишком прост в своем повествовании, чтобы заинтересовать более взрослую аудиторию. Также некоторые искусствоведы считали, что стиль, на котором настаивал режиссёр, и смешение связанных народных сказок подрывало их первоначальный символизм.
Несмотря на первоначальные проблемы с фильмом, Якович теперь считает этот фильм самым успешным, утверждая, что это чудо, что он вообще был снят, и благодарен своей маленькой, но поддерживающей аудитории.
Фильм провалился, но стал пользоваться популярностью у энтузиастов авангардного кино. Янкович утверждал, что постоянная борьба с цензурой выматывала его, и в течение долго времени он был недоволен ни тематикой фильма, ни качеством анимации.

## Восприятие и достоинства
«Сын белой лошади» занял 9 место на Олимпиаде Анимации в 1984 году. На Метакритике фильм имеет Среднее арифметический бал 90 из 100 основываясь на пяти отзывах критиков указывающий на «Всеобщее признание»
Историк анимации Чарльз Соломон назвал этот фильм одним из лучших анимационных фильмов 1980-х годов.
В сентябре 1985 года состоялась премьера фильма на Международном фестивале анимации в Лос-Анджелесе.
Всего было продано 490 914 билетов на фильм.

## Реставрация
Лос-анджелесской студией Arbelos Films была произведена реставрация фильма в формате 4К, которая позже будет показана на международном кинофестивале «Фантазия» 28 июля 2019 года. К сожалению, театральный показ этого фильма был отменен из-за пандемии COVID-19. Вместо этого он был выпущен на Vimeo 17 августа 2020 года, что является первым распространением фильма в Америке за последние десятилетия.
8 июня 2021 года фильм был выпущен на Blu-Ray студией Arbelos Films, также включая в себя ранние работы Яковича, номинированные на премию «Оскар» Сизифа (англ. Sisyphus 1974) и Джонни Корнкоба (венг. János vitéz).